# أندرو هال
أندرو هال (31 يوليو 1975 في جنوب أفريقيا - ) (بالإنجليزية: Andrew Hall) هو لاعب كريكت جنوب أفريقي. شارك مع منتخب جنوب أفريقيا الوطني للكريكت. أما مع النوادي، فقد لعب مع نادي مقاطعة ورسسترشاير للكريكيت ‏ وKent County Cricket Club ‏ وDurham Cricket Board ‏ وEasterns cricket team ‏ وGauteng cricket team ‏ وLions cricket team (South Africa) ‏ وSuffolk County Cricket Club ‏.

## وصلات خارجية
- أندرو هال على موقع إي آس بي آن كريك إنفو (الإنجليزية)